# 南苕胜境遗迹
南苕胜境遗迹，位于中國浙江省湖州市南浔区和孚镇荻港村，建于清乾隆年间，包括积川书塾和祖师祠。2003年1月20日公布为第六批文保单位。